# Buffalo Wild Wings
Buffalo Wild Wings, kallas för BW3 och B-Dubs, är en amerikansk multinationell restaurangkedja som säljer alkoholdrycker, buffalo wings, chokladkakor, corn dogs, friterade kycklingbitar/räkor, hamburgare, iste, kaffe, klyftpotatis, läsk, mozzarellapinnar, nachos, ostkakor, quesadilla, revbensspjäll, sallader, smörgåsar, wraps och äppelpajer. De hade 2022 omkring 1 300 restauranger i Filippinerna, Förenade Arabemiraten, Indien, Kanada, Mexiko, Oman, Panama, Saudiarabien, USA och Vietnam. Restaurangkedjan ägs av förvaltningsbolaget Inspire Brands.

## Historik
Företaget grundades 1982 av Jim Disbrow och Scott Lowery när de två öppnade en restaurang med namnet Buffalo Wild Wings Weck (BW3) i närheten av universitetet Ohio State University i Columbus i Ohio. Disbrow föddes 1948 och senare i barndomen fick han polio och för att stärka benen så började han med skridskoåkning och konståkning. Vid 11 års ålder tränades han av Scott Lowerys föräldrar och som erbjöd honom att bli inneboende hos dem, det slutade med att föräldrarna adopterade honom. En dag år 1982 hade Disbrow varit domare i en konståkningstävling vid Kent State University i Kent i Ohio, han mötte upp Lowery för att äta en bit mat. De båda var sugna på att äta buffalowings men kunde inte hitta ett enda ställe som erbjöd det. De såg en outnyttjad nisch och beslutade att öppna eget, vilket de gjorde året efter. 1992 började man sälja franchiserätter till restaurangkedjan. 1998 beslutade man att ändra företagsnamn till Buffalo Wild Wings Grill & Bar. Den 16 oktober 2002 avled Disbrow av komplikationer från hjärncancer, två år senare lämnade Lowery restaurangkedjan. 2003 blev Buffalo Wild Wings ett publikt aktiebolag och aktierna började handlas på Nasdaq. Den 16 maj 2011 öppnade de sin första restaurang utanför USA, närmare bestämt i Oshawa, Ontario i Kanada. Den 5 februari 2018 köpte snabbmatskedjan Arby's moderbolag Arby's Restaurant Group, kontrollerad av riskkapitalbolaget Roark Capital Group, Buffalo Wild Wings för 2,9 miljarder dollar. Samtidigt grundades det ett förvaltningsbolag med namnet Inspire Brands, vars syfte att äga och förvalta bland annat Arby's och Buffalo Wild Wings.